# 斯登德朗县
斯登德朗县，一译斯栋德朗县、成东县，是柬埔寨磅湛省下辖的一个县。
这里是柬埔寨首相洪森的出生地。